# Heiko Schnurpel
Heiko Schnurpel (* 1967 in Dresden) ist ein deutscher Sounddesigner.
Heiko Schnurpel wurde an der Semperoper Dresden zum Tischler ausgebildet und arbeitete dort als Bühnenhandwerker. 1988 reiste er aus der DDR in die BRD aus und arbeitete am Staatstheater Hannover weiterhin als Bühnenhandwerker. Am Hannoverener Theater für Niedersachsen arbeitete er zudem auch als Schauspieler, Regieassistent und Regisseur. Seitdem arbeitete Heiko Schnurpel als Bühnentechniker, Inspizient, Regieassistent und Regisseur in Hannover, Gera, Krefeld, Mönchengladbach und Karlsruhe. Seit 2000 lebt er als selbstständiger Sounddesigner in Berlin. Mit der Regisseurin Anna Bergmann arbeitete er unter anderem am Schauspielhaus Bochum, Thalia Theater Hamburg, Maxim Gorki Theater Berlin, am Münchner Volkstheater, an der Volksbühne Berlin, Schweden am Stadsteater Malmö und am Uppsala Stadsteater sowie am Burgtheater Wien. Dort entstand auch sein Sounddesign für Antú Romero Nunes’ Inszenierung von Einige Nachrichten aus dem All. Weitere Arbeiten führten ihn an die Theater in Kassel, Osnabrück, Braunschweig, Lübeck, Heidelberg, Tübingen, Konstanz, Weimar und in die freie Szene Berlins. Für die Nordamerika- und Europatournee von Milky Chance erarbeitete er 2015 mit Impulskontrolle das Bühnendesign. 2018 schuf Heiko Schnurpel das Sounddesign für die Uraufführung der ineinander montierten Ibsen-Trilogie Nora, Hedda und ihre Schwestern am Badischen Staatstheater Karlsruhe.

## Links
- Heiko Schnurpel am Staatstheater Karlsruhe

| Personendaten    | Personendaten           |
| ---------------- | ----------------------- |
| NAME             | Schnurpel, Heiko        |
| KURZBESCHREIBUNG | deutscher Sounddesigner |
| GEBURTSDATUM     | 1967                    |
| GEBURTSORT       | Dresden                 |